# CANDY CANDY
〈CANDY CANDY〉(캔디 캔디)는 캬리 파뮤파뮤의 2번째 싱글이다. 2012년 4월 4일에 워너 뮤직 재팬에서 발매됐다.

## 수록곡
- 전체 작사 · 작곡 · 편곡: 나카타 야스타카

1. CANDY CANDY [3:50]
에자키 글리코 “BREO” CM송
간사이 TV 후지 TV계 《캐서린》 엔딩 테마[1]
2. 하지만 하지만 아직 아직(でもでもまだまだ) [4:11]
3. 딱 좋아 (extended mix) ちょうどいいの（extended mix）) [4:23]

초회한정반(포토북 사양)과 통상반의 2형태로 발매됐다.

## 뮤직비디오
“만약 옛 노래 방송에 아이돌인 캬리 파뮤파뮤가 출연했다면”이라는 스토리성을 중시했다, 1980년대를 컨셉트로 한 것으로 되어있다. 먼저 서두에서 얼빠진 여성 아이돌의캬리가 식빵을 물면서, 어느 고급주택가를 전력질주해간다(이것이 ‘지각’의 암시라는 것은 일본인의 공통된 인식이다). 그 무대 의상 그대로 캬리는 노래 방송의 스튜디오로 띄어들며, 무대가 시작된다. 이어서 리허설 사이에 캬리는 탈을 쓴 사람의 댄서에게 스테이지를 맡기고 휴식으로 들어가지만, 시작되어도 그 사람이 무대에서 내리지 않기에 그 사람에게 드롭킥을 먹인다. 이것이 최대의 하이라이트라고 감독인 타무카이는 말하고 있다.
비디오의 기획 단계로 캬리는 무카이다에게 《더 베스트텐은 좋구나~》(ザ・ベストテンっていいよね〜)와, 이 80년대를 대표하는 노래 방송에 나왔던 오카다 나나나 카와이 나오코와 같은 것을 하고 싶다고 전했다. (캬리는 음악을 좋아하는 부친으로부터 당시의 아이돌에 대해서 자주 묻고 있었다. )이것에 따라서 우선 캬리의 의상은 본인의 희망을 많이 넣어, 위는 붉은 스팽글의 세일러복, 아래는 디자이너가 10일 걸쳐서 고심해서 만들었다고 하는 우레탄 소재의 입체적인 치마, 머리에는 역시 우레탄 소재의 거대 리본이라고 한다, ‘밍키 모모(한국명은 밍키)나 크리미 마미 등의 80년대 마법소녀 아이돌’ 풍으로 디자인됐으며, 스튜디오의 무대장치도 음악방송다움이 나오는 듯하게 짜여졌다. 가끔 등장하는 마스코트 풍의 타마네기는 《더 베스트텐》에서 사회를 보며, 머리모양에서 ‘타마네기(양파) 머리’로 알려진 쿠로야나기 테츠코를 이미지한 것이다. 그 외에도 기관총을 난사하는 신이 《세일러복과 기관총》(セーラー服と機関銃)의 패러디하는 등, 80년대를 의식한 소재가 있다. 하이라이트의 드롭킥의 신은 난이도가 높았지만, 캬리의 운동 신경이 양호함이 도와, 순조롭게 성공했다. 또, 이 신에서 삽입되는 극화조의 일러스트는 감독인 타무카이가 사이토 타카오의 그림을 참고로 그린 것이다.
이 뮤직비디오의 촬영에는 25시간을 필요로 했다. 스태프, 출연자는 다음과 같다.
- 출연 · 감독 - 타무카이 준[3]
- 미술장식 - 마스다 세바스찬[3]
- 스타일리스트 - 이지마 쿠미코[3]
- 안무사 - 마이코[2]
- 카게무샤 - 카이토(팝핑으로 세계 제일이 된 댄서이며, 마이코의 부)[2]

## 커버곡
인도네시아의 인기 밴드 Pee Wee Gaskins는 캬리 파뮤파뮤의 팬을 공언하고 있으며,  2013년에 이 곡을 발표했다.

## 뒷 이야기
후렴과 리듬이 옴진리교의 종교가의 하나 〈존사 마치〉와 닮아있다고 화제가 되며, 유튜브나 니코니코 동화에 영상이 다수 올라갔다.